# Jerzy Golcz
Jerzy Golcz (ur. 3 września 1904 w Warszawie, zm. 25 sierpnia 1965 w górach Cordillera de Mérida w Wenezueli) – inżynier elektryk, urzędnik konsularny, taternik i alpinista.
Od 1925 r. studiował w Grenoble we Francji, a następnie pracował w polskiej służbie konsularnej w tym kraju. Po niemieckiej agresji na Francję w 1940 r. przedostał się do Anglii. Jesienią 1942 r. został przez polskie władze emigracyjne wysłany do Afryki, gdzie w Ugandzie, Kenii i Tanzanii opiekował się polskimi uchodźcami i uczył w polskim liceum. Po zakończeniu wojny pracował w tamtejszej firmie elektrotechnicznej. W 1959 wrócił do Warszawy, skąd wyjechał do Wenezueli.
Taternictwo uprawiał w latach 1923–1927, dokonując wówczas szeregu pierwszych wejść. Wśród nich należy wymienić przejścia:
- północno-wschodniej ściany Zawratowej Turni (w 1925 r. z Jarosławem Kuryłowiczem),
- północnej ściany Orlej Baszty (w 1925 r. z Kuryłowiczem),
- północnej ściany Jagnięcego Szczytu (1926 r.),
- dolnej części północnej ściany Żabiego Konia (w 1927 r. z Tadeuszem Krystkiem),
- północno-wschodniej ściany Rumanowego Szczytu (w 1927 r. z T. Krystkiem i Konstantym Narkiewiczem-Jodką).

Od 1928 w związku z podjętymi studiami w Grenoble i pracą w tym kraju wspinał się we francuskich Alpach, w dużej części samotnie. Był współzałożycielem Sekcji Alpejskiej Koła Studentów Polaków w Grenoble. Wszedł m.in. Granią Peuterey na Mont Blanc (1932) oraz przeszedł wschodnią ścianę tego szczytu drogą przez Sentinelle Rouge (1938). Największe sukcesy zanotował w grupie górskiej Écrins w Alpach Delfinackich, dokonując m.in. pierwszych wejść szczytowych na Pointe des Frères Chamois i na Tour Tatra (23 czerwca 1931, w towarzystwie Witolda Wyszyńskiego), na Tour Hanka i na Brèche Hanka (23 czerwca 1931, samotnie). Przy okazji III wejścia na Pointe Choisy Golcz wytyczył nową drogą na ten szczyt (18 lipca 1929 r.). Dokonał też I wejścia zimowego na Pointe des Chamois i na Brèche Emma (17 kwietnia 1931 r., samotnie). Największymi jego sukcesami były tu udział w 1931 r. w polskim przejściu (a III w historii) południowej ściany La Meije i samotne, pierwsze zimowe wejście na szczyt Le Pavé (3831 m n.p.m.) w 1933 r., zakończone 620-metrowym upadkiem na lodowiec Etançons. W 1934 r. Golcz uczestniczył w polskiej wyprawie w Atlas Wysoki, przechodząc tam szereg trudnych nowych dróg wspinaczkowych.
Przebywając w czasie II wojny światowej we wschodniej Afryce, wszedł na szczyt Aleksandra (5098 m n.p.m.) w masywie Góry Stanleya w Ruwenzori i dokonał samotnie wejścia na najwyższy wierzchołek Kilimandżaro – Uhuru  (5895 m n.p.m.). Jest prawdopodobne, iż zdobył w tych latach również szczyt Kenia (5194 m n.p.m.).
Po wyjeździe do Wenezueli Golcz dalej uprawiał turystykę górską i wspinaczkę. Zginął podczas samotnej wyprawy na lodowcu Glaciar de Los Timoncitos u stóp szczytu Bolívar (5007 m n.p.m.) w górach Cordillera de Mérida, prawdopodobnie podczas zejścia z tego szczytu. Pochowany został na cmentarzu w Mérida.